# Franjo I., kralj Francuske
Franjo I. (fr. François Ier) (12. rujna 1494. – 31. srpnja 1547.), francuski kralj od 1. siječnja 1515. – 1547. godine.
Suvremenik cara Karla V. ostao je zapamćen kao kralj i europski vladar koji se nije pridružio Svetoj ligi u borbi protiv Osmanlija, te je sklopio savez sa sultanom, želeći se osvetiti Karlu V., protiv kojega je ratovao. Hrvatski ih pjesnici spominju kao adresate svojih poslanica. Tako Ljudevit Paskalić, u ime kršćanskoga svijeta, moli kralja Franju I. u poslanici da zaboravi na stare nesuglasice i zavade s Karlom V., te se udruži protiv turske opasnosti.
Naslijedio je 1515. svog rođaka Luja XII. koji nije gajio simpatije prema njemu. Umjesto normalnog početka pripreme za buduću vladavinu u trenutku navršene 18. godine, Luj je Franju, grofa od Angoulemea, poslao u rat. 

## Suparništvo s Henrikom VIII.
Franjo I. bio je samo tri godine mlađi od Henrika VIII. i, kad su žene posrijedi, već je bio na groznu glasu. Henrik mu od početka nije vjerovao, a bio je i pomalo ljubomoran na njega. Između ta dva monarha vladao je snažan osjećaj suparništva sve do njihove smrti, a umrijet će u razmaku od samo nekoliko tjedana. Henrikova ljubomora se temeljila na činjenici da je Franjo postao najmlađi, najkarizmatičniji i najzgodniji vladar u Europi. To je bilo općeprihvaćeno mišljenje. No sad bi taj novi francuski kralj mogao zasjeniti Henrikovu zvijezdu, a ovaj je odlučio da to neće dopustiti.
Franjo, koji je uživao važnu ulogu u povijesti bračnih pustolovina Henrika VIII., bio je sve samo ne zgodan. Bio je mrzovoljan čovjek šiljasta nosa koji mu je davao izgled satira i priskrbio nadimak Lukavac. Sukladno tom nadimku, kada je politika u pitanju, znao je biti neiskren kao bilo koji od njegovih prethodnika. Istodobno, bio je i pravi renesansni vladar, ljubitelj umjetnosti i mecena Leonardu da Vinciju. Njegov dvor postao je središte kulture i elegancije, ali i septička jama poroka i razvrata. Palače su mu bile neusporedivo najraskošnije u sjevernom dijelu Europe.
Franjo je neuspješno pokušao zavesti udovjelu kraljicu, Henrikovu sestru, Mariju. Međutim, pretekao ga je Henrikov dugogodišnji prijatelj, Charles Brandon.
Savezništvo između Engleske i Francuske održalo se dobrih šest godina. Godine 1518. bilo je dogovoreno da se Henrikova kći, dvogodišnja princeza Marija, jednoga dana uda za Franjina nasljednika. 

### Polje zlatnih tkanina
Pripreme za dugo dogovaran sastanak Henrika i Franje počele su u veljači 1520. godine. Dogovoreno je da engleski dvor dođe u Francusku u svibnju i odsjedne u Henrikovu dvorcu u Guînesu pokraj Calaisa, koji je tada bio u engleskim rukama. Događaj se nazivao Polje zlatnih tkanina jer se nije ni u čemu štedjelo kako bi obje zemlje demonstrirale svoje bogatstvo. Henrik se dvojio oko savezništva s Franjom i počeo razmišljati o prijateljstvu s novim carem, Karlom V. Naime, Henrikova tadašnja supruga bila je španjolska princeza kao kći katoličkih kraljeva i time Karlova teta: Katarina Aragonska se protivila svakom savezu i prijateljstvu s Francuskom.
"Suvereni nisu bili pomireni. Srdačno se nisu podnosili.", zamijetio je mletački veleposlanik.
Ipak, uživali su u raskošnim svečanostima tri tjedna koje će završiti bez ikakva rezultata. Henrika će otjerati izravno u ruke cara.

### Prijatelj sestara Boleyn
Ana i Mary Boleyn stigle su na francuski dvor u službi Marije Tudor, Henrikove sestre i francuske kraljice koja je ubrzo završila tamo kao udovica. Kada se Marija vratila u Englesku, Ana i Mary su ostale na dvoru Franje I. u službi njegove supruge Klaudije. Mary je ubrzo podlegla tamošnjim iskušenja i postala pristupačna priležnica svojim udvaračima. Jedan od njih je bio sam kralj Franjo koji se hvalio "da ju je jahao" te ju od milja zvao "moja ždrebica". Maryn otac ju je zbog toga brzo uklonio s francuskog dvora i poslao u Englesku gdje se pridružila Henrikovu dvoru u službi Katarine Aragonske, baš u vrijeme kada je kralj odbacio svoju petogodišnju ljubavnicu Elizabeth Blount.
Ana je također bila zavodljiva, ali ni iz daleka tako lijepa kao Mary. Međutim, šarmirala je cijeli dvor, ali uživala veću diskreciju od Mary. Franjo je Aninu ujaku priopćio da Ana na njegovu dvoru nije uvijek živjela kreposno. Kasnije je Henrik to samo ustvrdio.
Međutim, kralj Franjo tijekom kraljeve "velike stvari" - pokušaja poništavanja braka s Katarinom Aragonskom - nije pružio potporu Henriku 1527. godine.

### Smrt Henrika VIII.
Stara suparništva teško umiru. Henrik VIII. je poslao poruku Franji, za kojeg se govorkalo da umire od sifilisa - umro je mjesec dana poslije - i zatražio od njega da se sjeti kako je i on smrtan. Međutim, Henrik nije htio čuti za smrt. 

## Brak s Klaudijom Valoiskom
Klaudija Valoiska (Claude Valois) bila je kreposna žena. Bila je šepava od rođenja, a njezino kućanstvo više je sličilo samostanu. Sestre Boleyn su bile počašćene time što su mogle biti dio tog kućanstva. Od njih se očekivalo da slijede kraljičin primjer te da se ponašaju skromno i pristojno, prateći gotovo redovničku rutinu utemeljenu na moltivama, marljivu radu i čednosti. 
Brak je kraljici Klaudiji donio malo radosti. Bila je stalno trudna dok se njezin razbludni suprug zabavljao s priležnicama i davao ton jednom od najrazuzdanijih dvorova toga doba. Budući da je bila boležljive naravi, većinu vremena provodila je u dvorcima daleko od kralja te bi dolazila kada bi njezina prisutnost bila nužna. Vrlo je pozorno pratila svoje dvorkinje, znajući da su u moralnom riziku nađu li se u blizini kralja Franje i njegovih dvorjana.

## Vladavina
Odmah po stupanju na prijestolje bez obzira na prijašnja osobna neslaganja s prethodnikom on nastavlja njegov nerealan san o osvajanju Italije. Francuskoj se na tom putu ispriječio Karlo V. car Svetog Rimskog Carstva, kralj Španjolske i vladar današnjeg Beneluksa. S obzirom na novčani i ljudski potencijal protivnika ovaj rat je bilo nemoguće dobiti. Naposljetku, tijekom rata i sam Franjo I. je pao u zarobljeništvo. Kako bi uspio iz njega izaći zamijenio se sa svojom djecom koja provode nekoliko godina kao taoci kralja Španjolske. Otkup njihove slobode postaje financijska katastrofa za državu. Njegovi pokušaji stjecanja potpore engleskog kralja Henrika VIII. u borbi protiv Karla V. Habsburga su bili neuspješni. Cijela njegova vladavina samo s izuzetkom oružanih primirja je provedena u borbi protiv svog vječitog rivala. Ovaj rat će se nastaviti i tijekom života njegovog nasljednika.
Pred sam kraj života Franjo I. sklapa savez s Osmanskim carstvom protiv zemalja Habsburga. Ovaj savez će ostat na snazi tijekom idućih 250 godina. 
Bio je istaknuti zaštitnik renesansne umjetnosti. Na njegovom dvoru radio je talijanski filozof Giulio Camillo Delminio.
Nekoliko godina prije njegove smrti umrla su i dva njegova sina tako da ga je na kraju neočekivano naslijedio preživjeli sin Henrik II., kralj Francuske